# Шумбар
Шумбар (укр. Шумбар) — село в Шумской городской общине Кременецкого района Тернопольской области Украины.
До 2020 года входило в Шумский район.
Население по переписи 2001 года составляло 848 человек. Почтовый индекс — 47133. Телефонный код — 3558.